# Erik Dahlberg (relief)

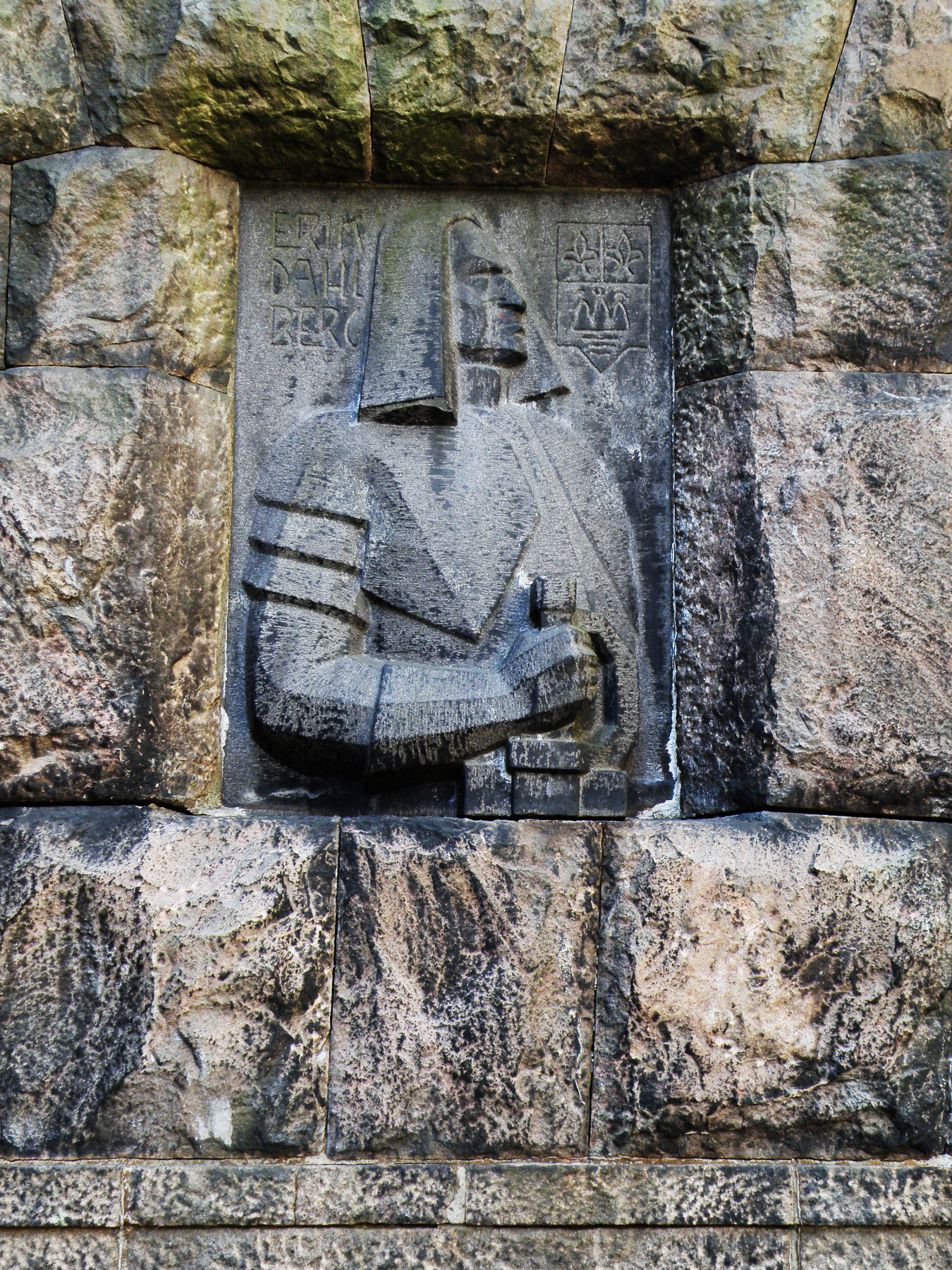
Erik Dahlberg, relief av Ninnan Santesson.

Erik Dahlberg är en relief över Erik Dahlberg, huggen diabas 1916 och infogad i mittpartiet av Erik Dahlbergs trappor, mellan Aschebergsgatan och Erik Dahlbergsgatan i Göteborg. Den är ett verk av konstnären Ninnan Santesson.
Skulpturen bekostades och utplacerades av Charles Felix Lindbergs donationsfond.